# Taurrhina
Taurrhina is een geslacht van kevers uit de familie bladsprietkevers (Scarabaeidae). Het geslacht werd voor het eerst wetenschappelijk beschreven in 1842 door Burmeister.

## Soorten
- Ondergeslacht Taurrhina
  - Taurrhina longiceps Kolbe, 1892
  - Taurrhina nireus (Schaum, 1841)
- Ondergeslacht Neptunides Thomson, 1879
  - Taurrhina dedzaensis Allard, 1991
  - Taurrhina manowensis Moser, 1905
  - Taurrhina polychrous Thomson, 1879
  - Taurrhina stanleyi Janson, 1889
- Ondergeslacht Rhamphorrhina
  - Taurrhina bertolonii (Lucas, 1879)
  - Taurrhina splendens (Berteloni, 1855)